# 사이버 사랑
"사이버 사랑"(Love Child)은 한국, 미국에서 제작된 베일리에 비치 감독의 2014년 다큐멘터리 영화이다. 비치는 데이비드 푹스와 함께 영화를 제작하였다. 이 영화는 2014년 1월 17일 2014년 선댄스 영화제의 세계 영화 다큐멘터리 대회에서 초연되었다.
이 영화는 2014년 6월 18일 HBO를 통해 극장 개봉되었다.